# Stephan Rick
Stephan Rick (* 1974 in Rosenheim) ist ein deutscher Filmregisseur und Drehbuchautor.

## Leben
Rick ließ sich 1996 an der Bayerischen Akademie für Fernsehen zum Kameraassistent ausbilden und studierte von 1996 bis 1998 an der Ruhr-Universität Bochum Theater-, Film- und Fernsehwissenschaft sowie Kunstgeschichte. Anschließend nahm er an der Filmakademie Baden-Württemberg ein Regiestudium mit Schwerpunkt Szenischer Film auf. 2002 war er Gaststudent an der Tisch School of the Arts, der Filmhochschule der New York University. Einige seiner an der Filmakademie Baden-Württemberg entstandenen Kurzfilme wurden auf Festivals aufgeführt und ausgezeichnet. Für seinen vierzigminütigen Diplomfilm Richtung Leben erhielt er unter anderem den Studio Hamburg Nachwuchspreis 2006 für den besten Kurzfilm.
Seit seinem Studienabschluss 2005 ist Stephan Rick als freier Regisseur und Drehbuchautor tätig. Er entwickelte als Koautor das Konzept, schrieb das Buch und führte Regie bei der Fernsehserie Allein gegen die Zeit, die, neben weiteren Auszeichnungen, Nominierungen für den Deutschen Fernsehpreis 2010 und die International Emmy Awards 2011 erhielt. Sein erster abendfüllender Spielfilm war das 2010 gedrehte Psychodrama Unter Nachbarn mit Maxim Mehmet, Charly Hübner und Petra Schmidt-Schaller in den Hauptrollen. Das Buch schrieb Rick gemeinsam mit Silja Clemens, mit der er bereits an Allein gegen die Zeit gearbeitet hatte. Unter Nachbarn wurde unter dem englischen Titel The Good Neighbour im Hauptwettbewerb des Internationalen Filmfestivals Shanghai 2011 uraufgeführt und lief auf zahlreichen weiteren Festivals sowie im ARD-Hauptabendprogramm. Der Film brachte Stephan Rick zudem eine Nominierung für den Deutschen Regiepreis Metropolis 2012 in der Kategorie „Beste Regie Kinofilm“ ein, Charly Hübner gewann für seine Darstellung eines Soziopathen die Goldene Kamera 2013.
2014 inszenierte Rick mit dem Magdeburger Polizeiruf 110 Eine mörderische Idee seinen ersten Sonntagskrimi für Das Erste. Im gleichen Jahr begannen die Dreharbeiten für seine Kino-Verfilmung von Martin Suters Bestseller-Roman Die dunkle Seite des Mondes. Moritz Bleibtreu, Jürgen Prochnow und Nora von Waldstätten übernahmen die Hauptrollen. Der Film Die dunkle Seite des Mondes hatte im September 2015 beim Zurich Film Festival Premiere und kam am 14. Januar 2016 in die Kinos.
Mit Patrick Flueger und Val Kilmer als Hauptdarsteller führte Rick 2016 in den USA Regie bei dem unter anderem von Dick Wolf produzierten Independent-Thriller The Super. 2018 drehte Stephan Rick erstmals einen Tatort, die Folge Querschläger mit den Ermittlern Falke und Grosz. Sie lief im Folgejahr auf dem Filmfest Emden-Norderney.
Stephan Rick ist Mitglied im Bundesverband Regie (BVR).

## Filmografie
- 1999: Der Student (Kurzfilm, Buch und Regie)
- 2000: Fremdes Land (Kurzfilm, Buch und Regie)
- 2001: Ob sie wollen oder nicht (Kurzfilm, Buch und Regie)
- 2005: Richtung Leben (Kurzfilm, Regie)
- 2007: Galileo Mystery – Akte Psi – Können Hellseher Verbrechen klären? (Buch)
- 2009: Krimi.de (Fernsehserie; Regie, 2 Folgen)
- 2010: Allein gegen die Zeit (Fernsehserie; Konzept, Buch; Regie in Folgen 1–8)
- 2010–2012: Die Pfefferkörner (Fernsehserie; Regie, 10 Folgen)
- 2011: Unter Nachbarn
- 2014: Der Kriminalist (Fernsehserie; Regie, Folgen Rex Solus und Das Liebste, was ich habe)
- 2014: Polizeiruf 110 (Fernsehreihe, Folge Eine mörderische Idee)
- 2015: Die Kanzlei (Fernsehserie; Regie, 3 Folgen)
- 2015: Die dunkle Seite des Mondes
- 2016: Polizeiruf 110 (Folge Der Preis der Freiheit)
- 2017: The Super
- 2019: Tatort (Fernsehreihe, Folge Querschläger)
- 2019: Polizeiruf 110 (Folge Tod einer Journalistin)
- 2021: Die Heimsuchung (Fernsehfilm)
- 2022: The Good Neighbor – Das Böse wohnt Nebenan (Remake von Unter Nachbarn)
- 2022: Polizeiruf 110 (Folge Abgrund)
- 2023: Die Quellen des Bösen – Jagd nach dem Runenmörder (Miniserie)

## Auszeichnungen
- 2006: Studio Hamburg Nachwuchspreis in der Kategorie „Kurzfilm“ für Richtung Leben
- 2010: Nominierung für den Deutschen Fernsehpreis in der Kategorie „Beste Serie“ für Allein gegen die Zeit
- 2010: Der weiße Elefant (Kindermedienpreis) für das Serienkonzept von Allein gegen die Zeit (gemeinsam mit Ceylan Yildirim und Silja Clemens)
- 2012: Nominierung für den Deutschen Regiepreis Metropolis in der Kategorie „Beste Regie Kinofilm“ für Unter Nachbarn
- 2016: Nominierung für den Deutschen Regiepreis Metropolis in der Kategorie „Beste Regie Kinofilm“ für Die dunkle Seite des Mondes